# Райлян, Дориан
Дориан Райлян (рум. Dorian Railean; род. 13 октября 1993, Кишинёв) — молдавский футболист, вратарь румынского клуба «Глория» и сборной Молдавии.

## Ранние годы
Родился 13 октября 1993 года в Кишинёве. Воспитанник футбольной школы клуба «Дачия-Буюкань».

## Клубная карьера
Во взрослом футболе дебютировал в 2010 году выступлениями за «Тирасполь», в котором провёл один сезон, приняв участие в одном матче чемпионата.
В 2012 году защищал цвета клуба «Сфынтул Георге» на правах аренды.
Своей игрой за «Сфынтул Георге» Райлян привлёк внимание представителей тренерского штаба клуба «Дачия (Кишинёв)», в состав которого присоединился в 2013 году. Отыграл за «Дачию» следующие четыре сезона своей игровой карьеры. В этот период отмечался достаточно высокой надёжностью, пропуская в среднем менее одного гола за матч в играх чемпионата.
В течение 2017—2023 годов выступал за клубы «Сфынтул Георге», «Петрокуб», «Коммуна Реча» и «Униря (Деж)».
В 2023 году заключил контракт с клубом «Киндия Тырговиште».
В 2024 году подписал контракт с клубом «Динамо Бухарест», однако за клуб так и не дебютировал.
В 2024 году заключил контракт с клубом «Глория (Бузэу)».

## Карьера в сборной
Выступал за сборные Молдавии различных возрастов.
21 февраля 2019 года дебютировал за национальную сборную Молдавии в товарищеском матче против сборной Казахстана.

## Достижения
Коммуна Реча
- Третья лига: 2019/20